# August Behr (Physiker)
August Wilhelm Behr (* 28. April 1937 in Bad Neustadt an der Saale; † 6. Juli 2022 in Agatharied) war ein deutscher Physiker, Fachhochschullehrer und Gründungspräsident der heutigen Ostbayerischen Technischen Hochschule Amberg-Weiden.

## Leben
August Behr wurde als Sohn von Wilhelm Behr (Landwirt und Stadtinspektor) und dessen Ehefrau Berta Behr, geb. Freibott, geboren. Von 1943 bis 1948 besuchte er die Volksschule in Bad Neustadt a.d. Saale, anschließend bis 1957 das Städtische Realgymnasium. Im Wintersemester 1957/1958 erfolgte die Aufnahme des Studiums der Physik an der Technischen Hochschule München, mit dem Abschluss der Diplom-Hauptprüfung für Physiker in elf Zeitsemestern. Danach wurde Behr Assistent am I. Physikalischen Institut der Technischen Hochschule Darmstadt bei Wilhelm Waidelich. 1968 wurde er mit einer Dissertation zum Thema „Gitterdefekte in KCI nach Röntgenbestrahlung“ promoviert. Zum 1. März 1969 wurde Behr Dozent am Oskar-von-Miller-Polytechnikum in München.
1972 wurde Behr zum Professor im Fachbereich Feinwerk- und Mikrotechnik/Physikalische Technik an die Fachhochschule München berufen. Von 1976 bis 1993 war er Dekan des Fachbereichs und Mitglied im Senat der Fachhochschule München. Im Jahr 1980 war Behr Vorsitzender der Fachrichtungskommission Feinwerk- und Mikrotechnik, in welcher die Studienrichtungen „Produktion und Automatisierung“ sowie „Medizintechnik“ entwickelt wurden.
Von 1974 bis 1980 war Behr Vorsitzender des Verbandes der Hochschullehrer an Fachhochschulen in Bayern (VHB). Bei der Novellierung des Bayerischen Hochschulgesetzes gelang es ihm, mit Hilfe des Ministerpräsidenten Franz Josef Strauß erstmals die Forschung an Fachhochschulen im Bayerischen Hochschulgesetz zu verankern.
1992 übernahm Behr den Vorsitz des Strukturbeirates für die zu gründende Fachhochschule Amberg-Weiden (Oberpfalz). Zum 1. September 1994 wurde er durch Staatsminister Hans Zehetmair zum Präsidenten der Fachhochschule Amberg-Weiden ernannt. Er übte dieses Amt bis September 2003 aus.
Behr wurde am 23. Oktober 1997 zum stellvertretenden Vorsitzenden der Konferenz der Präsidenten und Rektoren der bayerischen Fachhochschulen gewählt. Im Medienrat der Bayerischen Landeszentrale für neue Medien vertrat er von 2001 bis 2006 die Interessen der bayerischen Universitäten und Fachhochschulen. Als Vertrauensdozent für Stipendiaten der Hanns-Seidel-Stiftung wirkte Behr bei den Auswahlverfahren mit. Weitere wichtige Funktionen übte Behr zum Beispiel im Beirat des Vereins Deutscher Ingenieure (VDI)/VDE-Gesellschaft Mikro- und Feinwerktechnik (GMF), als Vorsitzender im Kuratorium des Sprachen- und Dolmetscher-Instituts München (SDI) oder im Beirat des Ostbayerischen Technologie-Transfer-Instituts e.V. (OTTI) aus.
Behr wurde mit dem Bundesverdienstkreuz am Bande, der Ehrenplakette des VDI und den Bürgermedaillen in Gold der Städte Amberg und Weiden ausgezeichnet und war Ehrensenator der heutigen Ostbayerischen Technischen Hochschule Amberg-Weiden. Auf Vorschlag des Bayerischen Ministerpräsidenten Edmund Stoiber wurde Behr am 21. September 2003 das Bundesverdienstkreuz 1. Klasse verliehen.
Seit dem Jahr 1980 lebte Behr mit seiner Familie in Schliersee. Er starb im Juli 2022 im Alter von 85 Jahren.

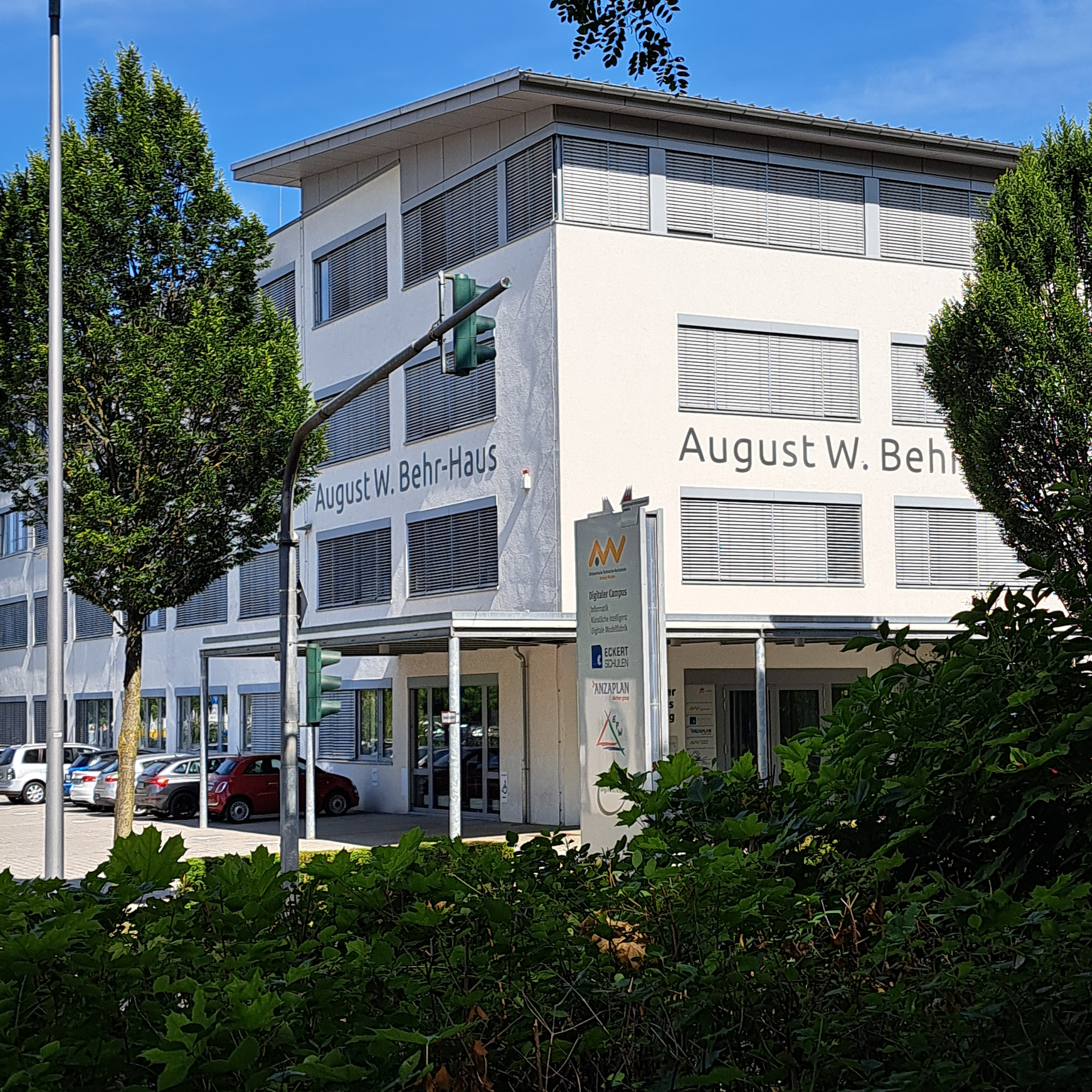
August Wilhelm Behr Haus

In Amberg wurde ein Haus nach ihm benannt.